# Whisky

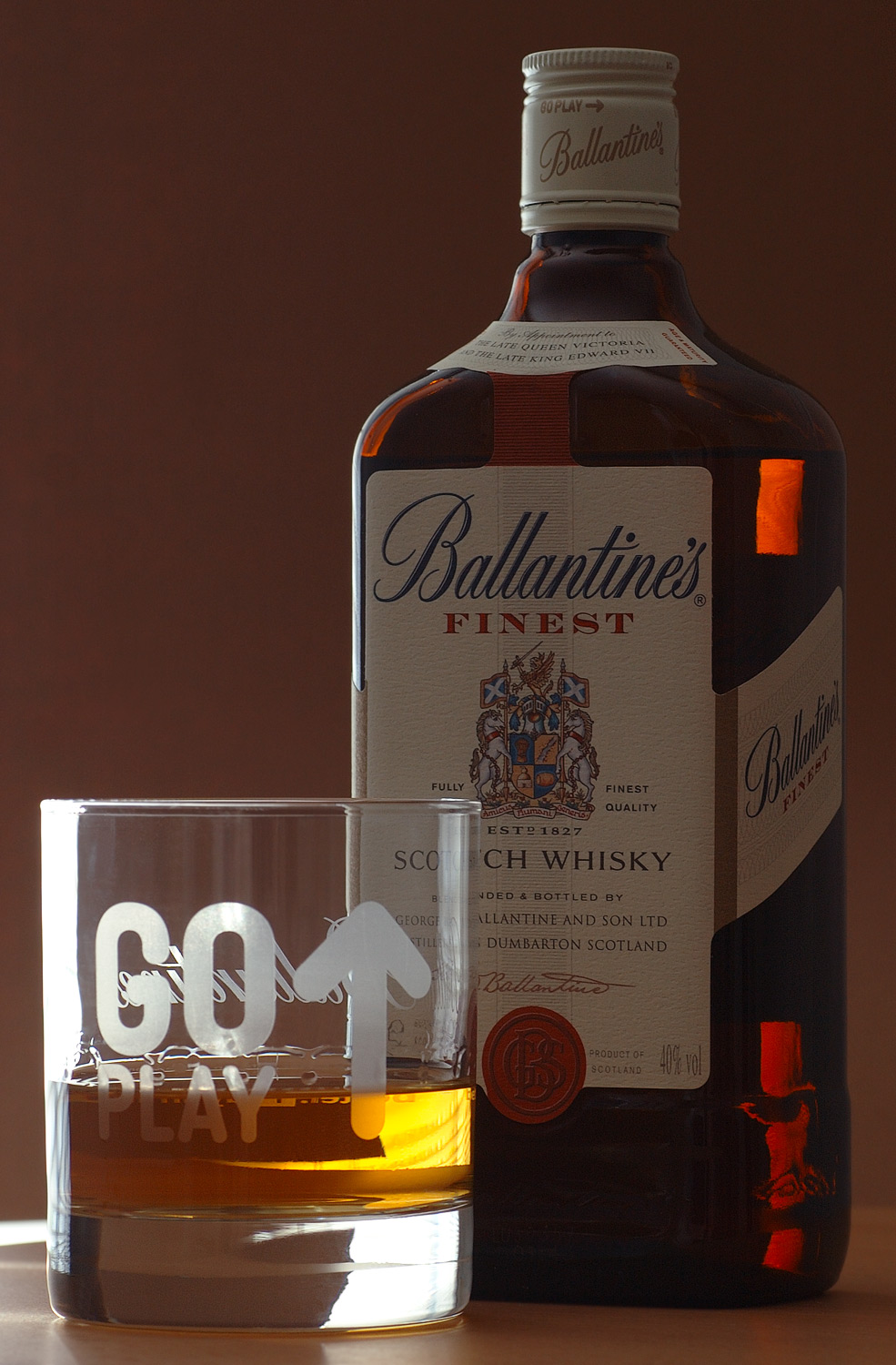
En flaska skotsk blended whisky av märket Ballantines.

Whisky i Skottland och Kanada, eller whiskey i Irland och USA, är en spritdryck gjord på spannmål. Det lågskotska ordet whisky är en fonetisk översättning av det gaeliska ordet uisce beatha eller usquebaugh. Detta betyder livets vatten (liksom franskans eau de vie, eller Nordens akvavit, från latinets aqua vitae). Efter destillering lagras spriten på träfat, och whiskyn får då färg samt utvecklas smakmässigt.
En stor del av den whisky som säljs är "blended whisky" (blandwhisky) och består av maltwhisky (på engelska malt whisky) destillerad i ”pot stills” (spritpannor) och kolonndestillerad "grain whiskey" (sädeswhisky).

## Tillverkning

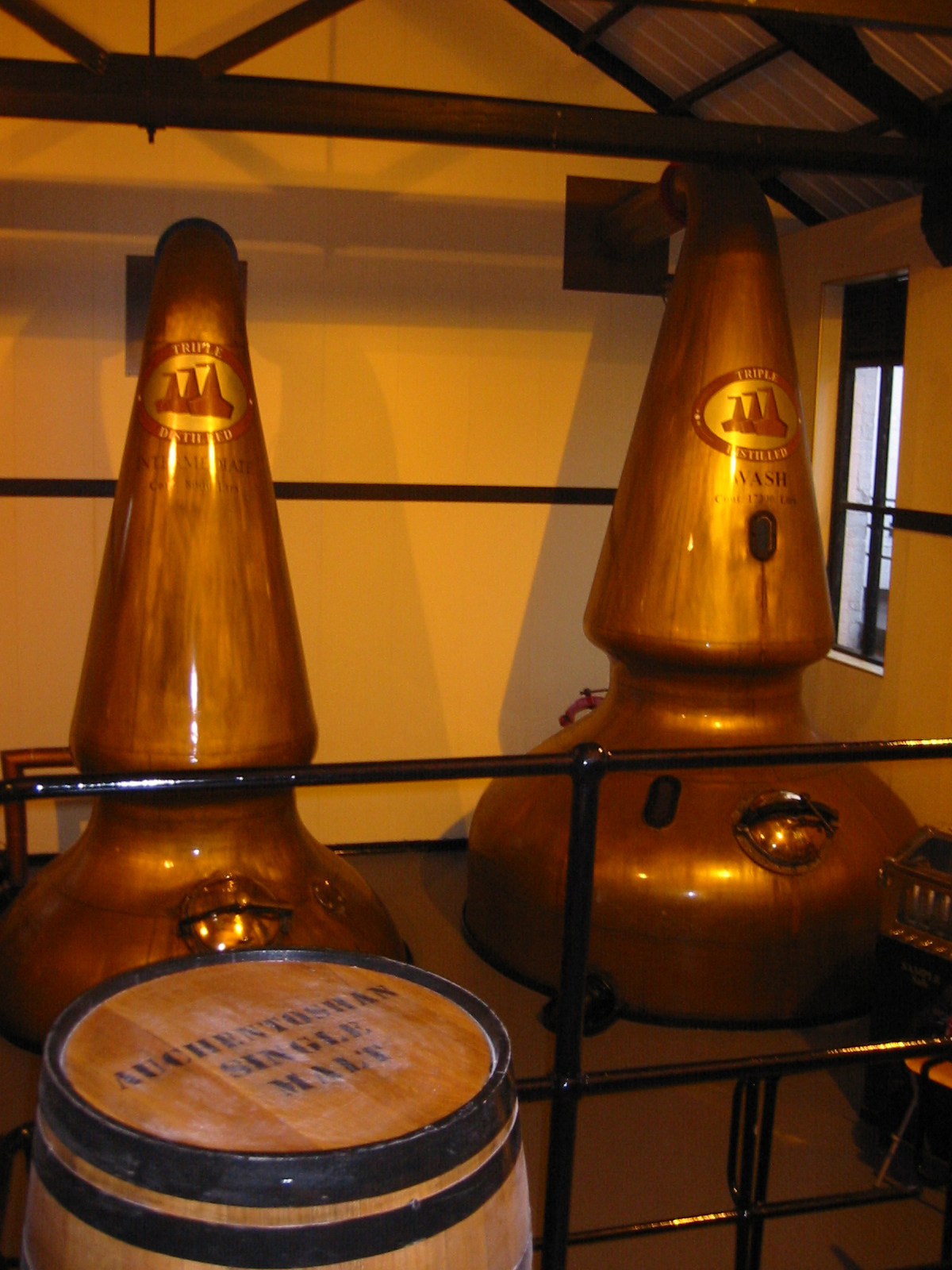
Destillationskärl av koppar i Auchentoshan

Tillverkningsprocessens inledande steg har särskilt för maltwhisky mycket gemensamt med ölbryggning, men avslutas med destillation. Whisky görs av tre ingredienser: spannmål, vatten och jäst.

### Spannmålsval och mältning
Valet av spannmål påverkar givetvis smaken och avgör vilken sorts whisky man gör; det påverkar i viss utsträckning också produktionssättet. Den stora skiljelinjen i sädesval går mellan maltwhisky, där man enbart får använda sig av korn, och whisky producerad helt eller delvis på andra spannmål, här kallad grainwhisky. De vanligaste spannmålen är majs, vete, råg, havre och ris; beroende på i vilket land whisky på dessa spannmål är tillverkad går den under olika beteckningar (se nedan). Grainwhisky görs oftast av en kombination av tidigare nämnda spannmål och normalt ingår åtminstone en mindre del korn, eftersom kornet naturligt innehåller enzymet amylas som under mäskningen bryter ner stärkelsen i spannmålen till socker.
Efter skörd måste kornet mältas för att enzym skall bildas. Mältning går till så att säden först blötlägges en tid för att börja gro. Det är i grodden som säden har störst koncentration av enzymet amylas. Torkningen eller rostningen sker ibland, framförallt  i Skottland, med en viss mängd torv. Dock finns stora regionala skillnader. Torv ger vid eldning en kraftig rökutveckling. Den rökighet som kan finnas i whisky kommer av fenoler som finns i torvröken och som sedan följer med från malten till den färdiga whiskyn. Rökigheten i malten mäts i ppm (parts per million) fenol i malten och kan normalt variera i intervallet 0–50. (Undantag med extremt höga värden förekommer, framförallt Octomore som normalt har över 100 ppm och vars version 8.3 har 309 ppm.) 

### Mäskning

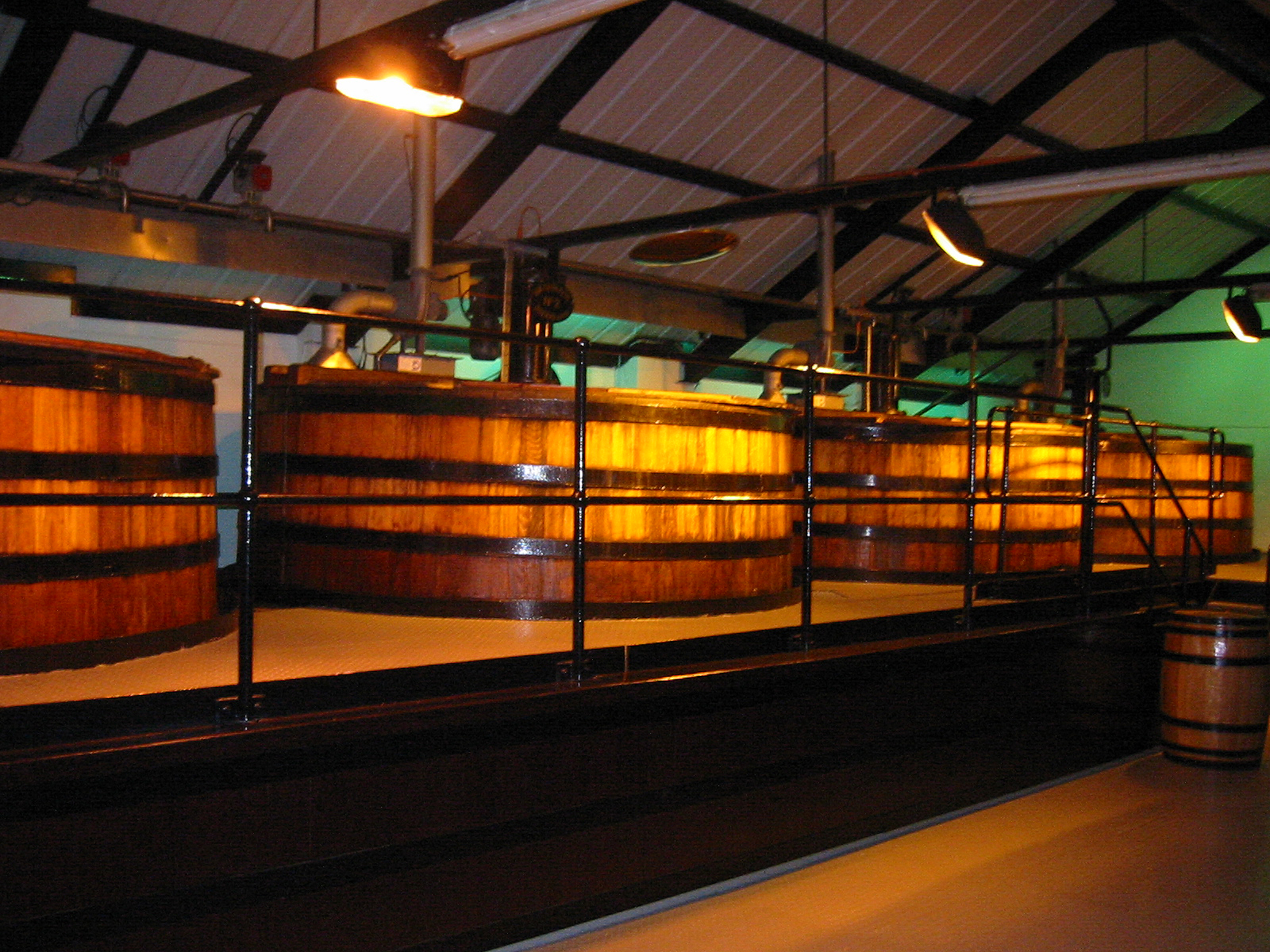
Mäskfat hos Auchentoshandestilleriet

Spannmålen krossas och mals fint och blandas sedan med varmt vatten (ca 50 °C). Under ungefär 4–5 timmar rörs denna blandning om. Vattnet tar under denna process smak av spannmålen, men viktigast är kanske att spannmålens stärkelse överförs till vattnet och börjar brytas ner till socker. När processen är färdig skiljs vätskan, nu kallad vört, från den mer fasta massan, kallad drav. Drav är en restprodukt som är mycket uppskattad som gödselmedel eller djurfoder. Vörten tillåts nu kallna innan den förs över i jäskar.

### Jäsning
När vörten nått omkring 20 grader hälls den i jäskar (oftast av trä, men en modernisering pågår där flera destillerier har bytt ut till rostfritt stål). Jäsningen tillåts på olika destillerier ta olika lång tid och man använder skiftande jästkulturer – det vanligaste är dock någon form av bryggerijäst – men till exempel svenska Mackmyra använder Kronjäst för söta degar. Syftet med jäsningen är att omvandla sockret i vörten till alkohol och man brukar uppnå mellan 7 och 12% beroende på den ursprungliga sockerhalten i vörten.

### Destillering
Slutligen är det dags för destillering; det är vanligast med två destilleringar men i till exempel Irland destillerar man istället normalt tre gånger och även 2,5 gånger förekommer. Destilleringen sker i kopparpannor som har olika form och höjd för så gott som varje destilleri. Några har purifiers (rör från svanhalsen tillbaka till pannan) på mäsk- eller spritpannan och kylningen av spritångorna kan ske på olika sätt (med shell-and-tube condenser eller, på några destillerier, med traditionell worm tub). Konstruktionen och pannornas form antas påverka smaken väldigt mycket. Destillering går kortfattat ut på att kopparpannan värms upp underifrån så att vätskan börjar koka; då förångas alkoholen och ångan leds uppåt och ut ur kopparpannan. Den första vätskan som kommer ut kallas huvud (av engelskans: head) och är väldigt alkoholstark. Den innehåller också vissa föroreningar, bland annat metanol, och leds bort för att undvika dålig smak och en hälsofarlig produkt. Den största mängden finns i processens mitt och kallas hjärta (av engelskans: heart); det är denna sprit som slutligen kommer att bli whisky. Slutligen kommer svansen (på engelska: tail) som har låg alkoholhalt och många oönskade smaker. Hur stort "hjärta" man väljer att ta ut lär betyda mycket för hur whiskyn slutligen smakar. Spriten som nu destillerats har en alkoholhalt på omkring 60%, men ännu är det inte whisky.
För skotsk whisky sker destilleringen oftast i två steg, så som beskrivs ovan. Den första destilleringen sker i mäskpannor (wash stills) och då destilleras den jästa mäsken till cirka 20 volymprocent alkohol; resultatet av denna destillering kallas low wine. I den andra destilleringen, i spritpannor (spirit stills), destilleras low wine till önskad alkoholhalt, vanligtvis mellan 60% och 75%.

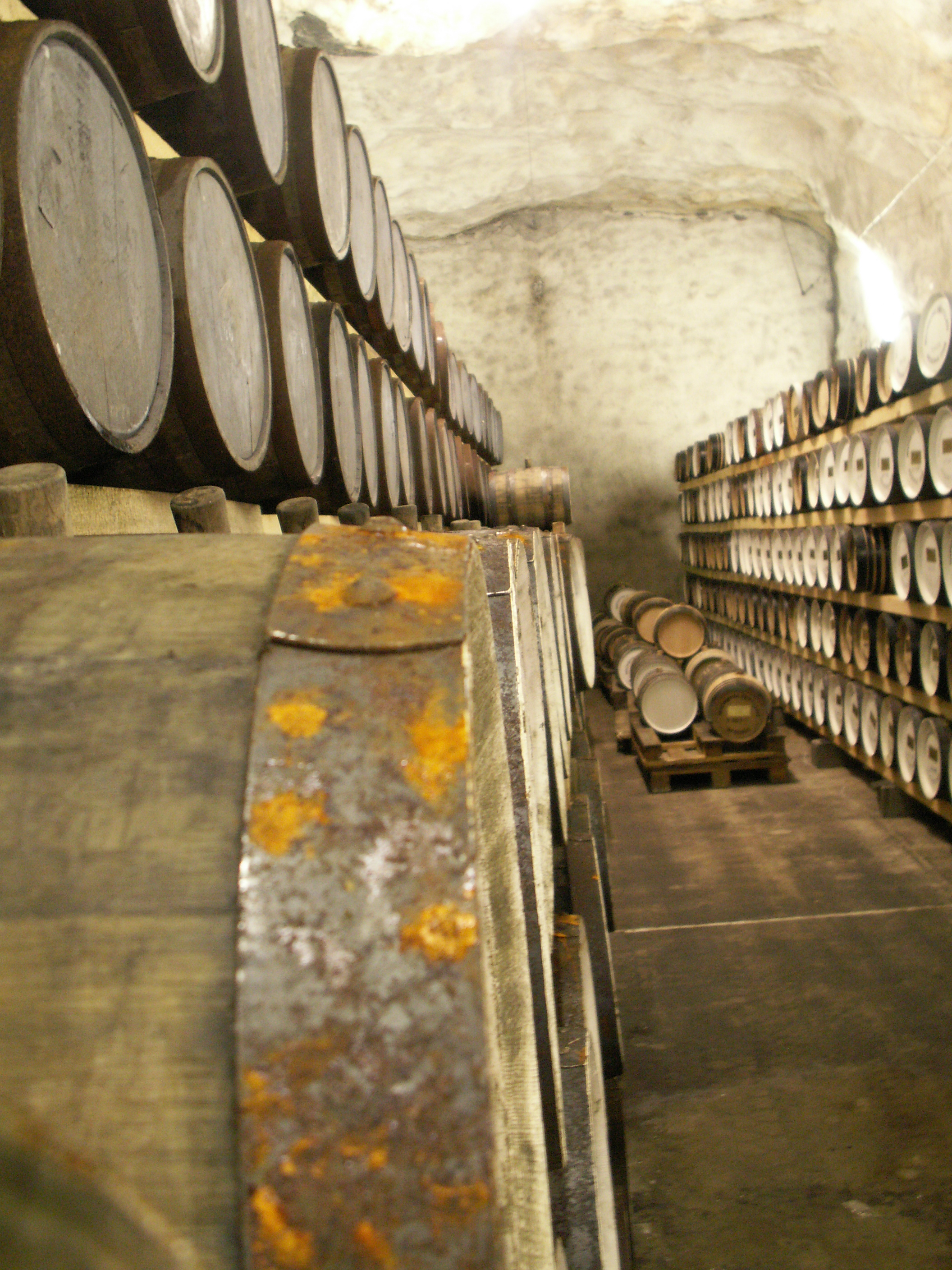
Whiskytunna i Mackmyras gruvlager

### Lagring
För att få kallas whisky måste spriten lagras minst 3 år på träfat (gäller all europeisk whisky). Skotsk whisky ska vara lagrad på ekfat. Standardwhisky lagras emellertid normalt minst 5 år, och många från 10 år och uppåt. För att få kallas bourbon (USA) måste lagringen ske på nya tidigare oanvända ekfat. För annan amerikansk whiskey är reglerna inte lika hårda, vilket har lett till att en stor majoritet av amerikansk whiskey som produceras lagras på tidigare bourbonfat. I Skottland och Irland återanvänds ekfaten flera gånger och för whisky som är tänkt att lagras länge används oftast äldre fat. Nya fat används sällan i Europa och före detta bourbonfat eller sherryfat är vanligast.
Nydestillerad whisky kan smaka finkel, men genom den långa lagringstiden sker en långsam kemisk process, där finkeloljor och andra ämnen övergår till att ge whiskyn smak.
Lagringen sker som nämnts på fat (tunnor) av trä, och under lagringen säger man att whiskyns smak mognar. Detta sker dels genom att whiskyn tränger in och ut ur träet och på så sätt tar smak av träet, dels genom att delar av whiskyn avdunstar, vilket kallas "änglarnas andel" – varje år avdunstar cirka två procent av whiskyn. Precis före buteljering blandar man oftast samman whisky från fat från flera olika årgångar, destillerier och typer av fat till den önskade smakkombinationen som lagras en tid för att whiskyn ska giftas (på engelska: marrying).
Det senare gäller dock inte single malt, whiskyn i en sådan  flaska skall komma från ett och samma destilleri.

### Tillsatser och efterbehandling
De flesta tillverkare tillsätter färgämnen för att få den "rätta färgen" på slutprodukten; produkter utan denna tillsats benämns caramel free, eller no coloring. Ämnet som används för att färga whiskyn är E150a, sockerkulör. I Skottland är endast sockerkulör tillåtet att tillsätta. För att få bort vissa fettsyror som uppkommer under tillverkningen är det vanligt att produkten kyls ner kraftigt och filtreras vilket benämns chill-filtered. Whisky som inte är kylfiltrerad kan grumlas vid tillsättning av is. Eftersom många konsumenter tillsätter is till sin whisky när den dricks, och en grumlig whisky skulle kunna uppfattas som defekt, är den mesta whiskyn kylfiltrerad. Det har dock blivit vanligare att saluföra icke kylfiltrerad whisky, eftersom en del tillverkare anser att sådan förhöjer smakupplevelsen.

## Whisky av olika ursprung

### Skotsk whisky

De olika whiskyregionerna i Skottland, Lowland, Highland, Speyside, Islay och Campbeltown. Det som på bilden är markerat som Island betecknas normalt Highland.

I Skottland finns tre huvudtyper av whisky (scotch): grainwhisky, maltwhisky och blended whisky. Grainwhisky görs på spannmål (mältat korn till vilket får tillsättas hela korn av andra spannmål som vete, majs etc.), maltwhisky görs på malt av korn, och blended whisky görs på blandningar av grainwhisky och maltwhisky. Skotsk maltwhisky kan indelas efter de i lag namnskyddade och definierade regionerna Högländerna (Highlands), Speyside ett vidsträckt område i närheten av floderna Findhorn, Lossie, Avon, Livet, Spey, Bogie och Deveron, Lågländerna (Lowlands), Islay och Campbeltown. Ibland nämns ytterligare indelningar som t.ex. Öarna (Islands), men det är de tidigare nämnda regionerna som är namnskyddade enligt brittisk lag.

### Irländsk whiskey
På Irland är whiskyn mildare än i Skottland, dels eftersom man aldrig använder torv till mältningen, dels eftersom man destillerar tre gånger istället för två, något som inte är vanligt i Skottland. Gemensamt för skotsk whisky och irländsk whiskey är att den måste lagras minst tre år för att vid försäljning få kallas whisky. Ofta är dock whiskysorterna lagrade betydligt längre. Whiskeyn är efter destilleringen färglös och förvaras sedan i rostfria fat tills den hälls upp i ekfat, och först då betalar tillverkaren skatt. Då spriten hälls på tunnor måste en statlig kontrollant övervaka det hela. En stor del av smaken kommer först vid lagringen i tunnorna, dock inte rökigheten.

### Amerikansk whiskey
I USA tillverkas många sorters whiskey. Den mest kända är bourbon som tillverkas av minst 51 procent majs och som mest av 80 procent. Vid över 80 % majs blir benämningen istället corn whiskey, Resten består av vete och/eller råg och korn. I USA mältas inte alltid råvarorna. Whiskeyn lagras sedan på nya ekfat som kolats på insidan; det ger den en karakteristisk smak och arom av vanilj. Namnet kommer av Bourbon County i Kentucky, USA, där den först tillverkades. Alla amerikanska whiskeysorter är dock inte bourbon, även om de ofta kan innehålla en del majs. Den avsevärt mindre söta rågwhiskeyn är ett exempel på sådan amerikansk whiskey. Det finns även ett mindre antal amerikanska single malt-sorter. Amerikansk whiskey tillverkas främst i delstaterna Tennessee och Kentucky.

### Kanadensisk whisky
Råvaran i kanadensisk whisky är oftast en blandning av majs och råg, men även vete och korn förekommer. Det finns inte, i motsats till i USA, några krav på en viss halt av råg för rye whisky (rågwhisky).
Kanadensisk whisky har haft framgångar på den svenska marknaden. Ett av de mest kända märkena är Lord Calvert, som 2018 rapporterades  vara den mest sålda whiskysorten på Systembolaget. Under en period sålde den dubbelt så mycket som tvåan Bell's, som är en blended whisky från de skotska högländerna.

### Japansk whisky
I Japan, dit whiskyn kom redan på 1920-talet, produceras högklassig whisky, dock till största delen för den inhemska marknaden. Den mest kända japanska whiskyn är Suntory.

### Svensk whisky

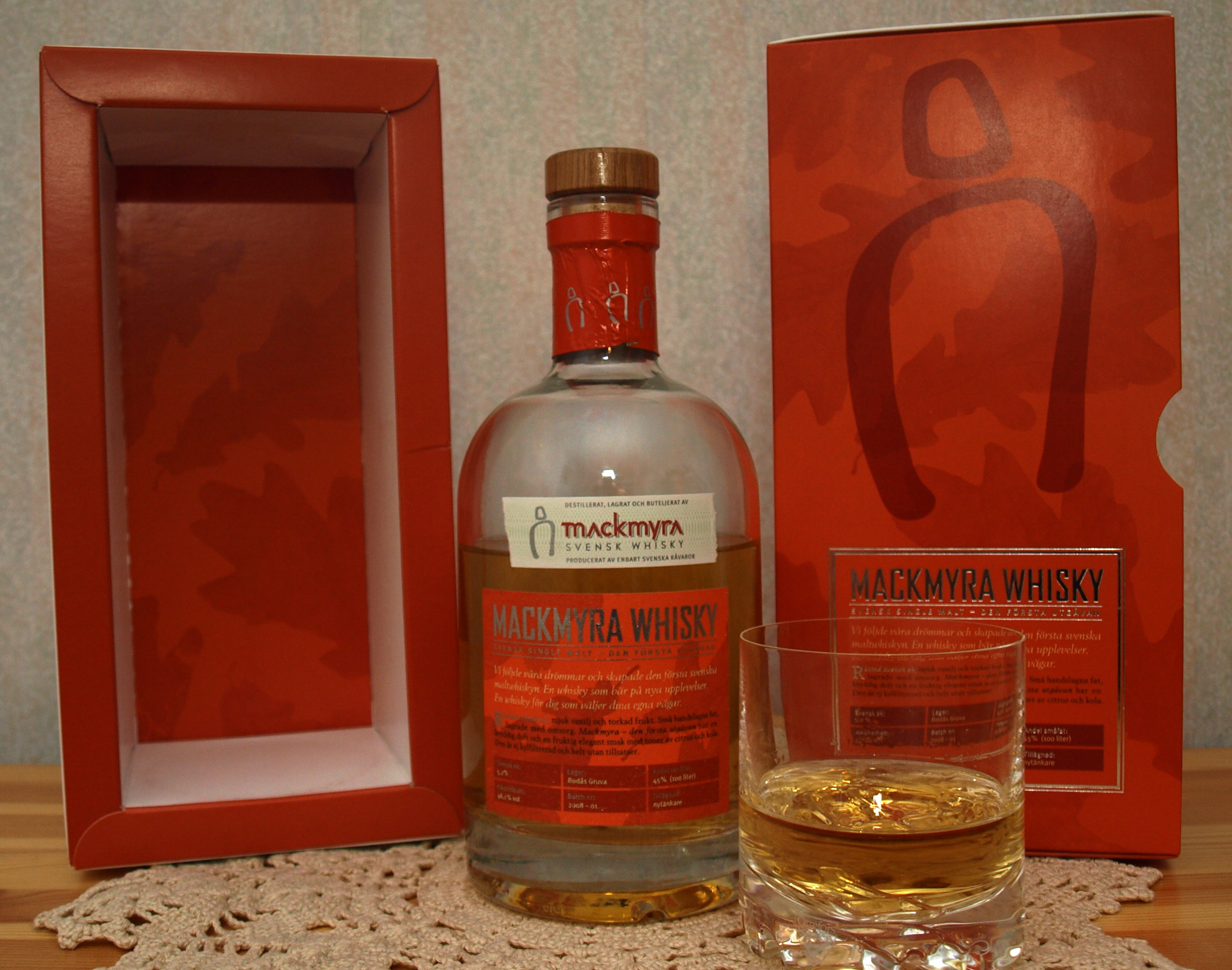
En flaska Mackmyra Den första utgåvan och dess inner- och ytterkartong som flaskan levereras i.

Enligt dokumentärfilmen Between Yeast and Stills av Carl Lönndahl började whisky produceras i Sverige 1889 på Göteborgs Jästfabriksaktiebolag. Det finns även indicier som pekar på att tillverkning kan ha skett på Helsingborgs pressjästfabrik under 1890-talet, men konkreta bevis saknas.
1955 påbörjades en större tillverkning av whisky i Sverige, nämligen Skeppets whisky. Tillverkningen upphörde dock 1961 och de sista flaskorna såldes i början av 1970-talet.
Från början av 2000-talet har många nya svenska whiskyproducenter startats. Den största nuvarande tillverkaren är Mackmyra Svensk Whisky som finns i Mackmyra utanför Gävle, och som grundades 1999. Deras whisky finns stadigvarande på Systembolaget sedan 2006. Deras första whisky, en begränsad buteljering med namnet Mackmyra Preludium 01 sålde snabbt slut på Systembolaget och likaså de efterföljande tidiga buteljeringarna. Flera medaljer och utmärkelser har erhållits, bland annat European Mainland Whisky of the Year 2006.
De svenska whiskydestillerierna i drift är (med startår för destillering av whisky, samt i förekommande fall slutår, inom parentes): Mackmyra (1999), Gutevin (2004), Wannborga (2007), Spirit of Hven (2008), Norrtelje Brenneri (2009), Grythyttan (2010-2013), Box (2010), Smögen (2010), Gammelstilla Whisky (2012), Gotland Whisky (2012), Tevsjö Destilleri (2012), Bergslagens Destilleri (2012), Nordmarkens Destilleri AB (2014), Uppsala Destilleri (2014), Agitator Whiskymakare (2015), Vattudalens Whisky (2015), och Bröderna Bommens Bränneri (2017).

### Andra länder
England har, trots närheten till Skottland, aldrig varit en framstående whiskynation, men där finns nu flera, bland andra destillerar S:t George's Distillery en rökig whisky. Även i Wales finns whiskydestillerier. Whisky görs nu också i flera europeiska länder som Sverige, Tyskland, Frankrike, Finland och Spanien. Utanför Europa görs också whisky. Nämnas kan till exempel Japan, Thailand, Indien och Australien (där bland annat Tasmanien har flera destillerier). Världens mest säljande whiskymärke är idag det indiska Bagpiper.

## Beteckningar på buteljer
- Blended Grain Whisky är en blandning av grainwhisky från ett eller flera olika destillerier.
- Blended Malt Whisky är maltwhisky från flera destillerier som blandats.
- Blended Whisky är en blandning av malt- och grainwhisky från ett eller flera olika destillerier.
- Cask Strength är whisky som inte har spätts ut med vatten vid buteljeringen (vilket annars är normalt för att nå ner till önskad alkoholhalt). Whiskyn håller alltså samma alkoholhalt som den naturligt fått vid fatlagringen efter avdunstning av "änglarnas andel".
- Pure Malt Whisky är ett uttryck för maltwhisky från ett eller flera destillerier. Det har framför allt använts av Glenfiddich. Uttrycket är nu förbjudet enligt Brittisk lag eftersom det förvirrat konsumenter.
- Single Malt Whisky är maltwhisky som endast kommer från ett destilleri.
- Single Cask är whisky som endast kommer från ett fat.
- Vatted Whisky är whisky från flera destillerier som blandats, en äldre benämning för blended som inte längre är tillåten enligt brittisk lag. Black Ribbon, den 21-åriga, är ett exempel.

Buteljeringsföretag (buteljerare) finns i olika länder och de destillerar inte själva whisky utan köper fat från utvalda destillerier och tappar från fat till flaska samt sätter på sin egen etikett (label) och säljer i sitt eget namn. Det är sedan 2012 förbjudet att flytta skotsk whisky från Skottland i träbehållare. Single Malt Scotch Whisky får sedan 2012 endast föras ut från Skottland i flaskor märkta för konsumentförsäljning.

## Användning
Beroende på typ av whisky och whiskydrickarens preferenser dricks whisky som den är (straight), alternativt späds den en aning med vatten (spädning med några droppar vatten förändrar smakupplevelsen och andra smaker träder fram). Det förekommer att whisky dricks kyld med några isbitar i glaset – vilket ofta kallas on the rocks. Detta är vanligare med blended whisky och ses ofta som ett amerikanskt sätt att dricka whiskey, medan whiskydrickare som uppskattar aromrik maltwhisky brukar föredra att dricka den rumstempererad. Ett glas med outspädd whisky kallas ibland för en "whiskypinne".
Whisky används även som drinkingrediens och inom matlagning för att smaksätta marinader och liknande.